# Чехи в Узбекистане
Чехи в Узбекистане впервые появились в конце XIX века.

## Российская империя
Одним из первых стал чешский музыкант Вацлав Лейсек, который, приехав в Среднюю Азию, увлёкся национальной узбекской музыкой, служил капельмейстером, преподавал музыку. В 1890 году он выпустил книгу «Азиатские попурри сартовских, киргизских и татарских песен (мотивов) для духового оркестра и в переложении для фортепьяно». Лейсек — один из организаторов хорового искусства в Ташкенте, где он прожил до кончины в 1935 году.
К началу XX века в азиатской части России насчитывалось чуть более 50 чехов, в основном интеллигенты, жившие в городах.
Росту чешской диаспоры в Средней Азии способствовала Первая мировая война: сюда отправлялись беженцы и военнопленные. Среди них также было много интеллигентов. Значительную часть сформированного в 1915 году в Ташкенте симфонического оркестра под управлением Ф. Седлачека составляли чешские музыканты.

## Революция и Гражданская война
После Октябрьской революции в Коканде была создана большевистская организация, в которую вступили более 40 чехов и словаков из числа военнопленных. Позже на её основе сформировали чехословацкую коммунистическую организицию, которую возглавлял Эрнст Кужело, бывший чешский крестьянин и шахтёр, в дальнейшем командующий подразделениями Красной Армии в Андижане и Фергане.

## Советский период

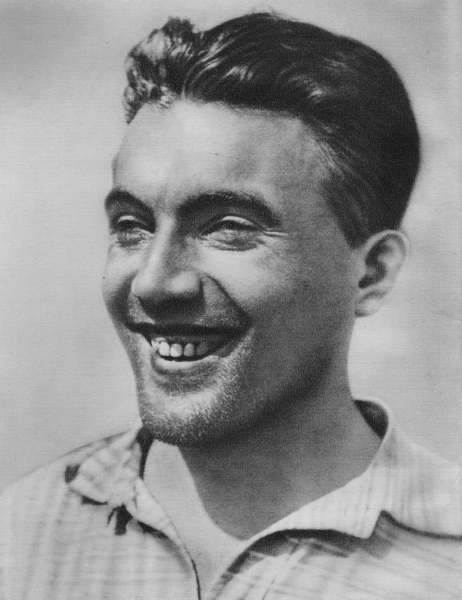
Юлиус Фучик в Средней Азии

После того как в начале 20-х годов военнопленных начали эвакуировать в Чехословакию, некоторые решили остаться в Туркестане, а часть затем вернулась обратно. В частности, в Ташкент по приглашению властей вернулся архитектор Ярослав Гаазенкопф, принявший гражданство СССР. Он проектировал застройку Ташкента, городские парки, был главным агрономом узбекистанской столицы. Его дочь О. Гаазенкопф позже стала архитектором серии многоэтажек в районе Чиланзар в Ташкенте.
В 1930, 1934—1936 годах в Ташкенте жил знаменитый чешский писатель и журналист Юлиус Фучик. Его статьи о жизни Узбекистана вошли в книгу «В стране, где наше завтра является уже вчерашним днём». В Ташкенте с 1982 года работал музей Юлиуса Фучика, позже закрытый.
В 1926 году в Узбекской ССР насчитывалось 146 чехов и словаков, в 1959 году — 180 чехов, в 1979 году — 130, в 1989 году — 94.

## Период независимости
Чешское присутствие в Узбекистане в 2000—2010-е годы касается в основном экономики: к 2014 году в республике насчитывалось около двадцати совместных предприятий с участием чешского капитала, в основном в пищевой, текстильной, лёгкой и фармацевтической промышленности. Чешские студенты посещают Узбекистан по программам обмена.